# Saint-Georges-de-Reintembault
Saint-Georges-de-Reintembault é uma comuna francesa na região administrativa da Bretanha, no departamento Ille-et-Vilaine. Estende-se por uma área de 31,2 km². Em 2010 a comuna tinha 1 520 habitantes (densidade: 48,7 hab./km²).